# Nombre 141
El nombre 141 (CXLI) és el nombre natural que segueix el nombre 140 i precedeix el nombre 142.
La seva representació binària és 10001101, la representació octal 215 i l'hexadecimal 8D.
La seva factorització en nombres primers és 3×47; altres factoritzacions són 1×141 = 3×47; és un nombre 2-gairebé primer: 3 × 47 = 141.